# Where Are You, Bambi Woods?
Where Are You, Bambi Woods? is het tweede album van de Nederlandse band a balladeer. Het album is door EMI uitgebracht. Voorafgaand aan de release van het album was het nummer Mary had a secret gratis te downloaden.
De titel van het album slaat op de (ex-)pornoactrice Bambi Woods. Zij verdween na het maken van een handvol pornofilms eind jaren 80 (van de 20e eeuw) schijnbaar spoorloos. Over het lot van Woods - of ze nog leeft en indien ja, waar en onder welke omstandigheden - zijn sindsdien verschillende artikelen geschreven en programma's gemaakt, onder meer door Channel 4. Of één daarvan het bij het rechte eind heeft, is nooit duidelijk geworden. Dit komt mede doordat Woods zelf nooit meer, identificeerbaar, in de publiciteit is getreden.
Het nummer Poster Child gaat over de gewelddadige dood van Matthew Shepard.

## Nummers
1. "Plan B" - 3:33
2. "Jesus Doesn't Love Me" - 3:50
3. "When Dean Was the Man (And Monroe Always Smiled)" - 3:20
4. "Nightmare on Elm Street" - 4:43
5. "Oh, California" - 3:38
6. "Mary Had a Secret" - 3:32
7. "Superman Can't Move His Legs" - 3:35
8. "Poster Child" - 4:48
9. "Welcome to Vegas" - 3:31
10. "Alright, Mr. DeMille" - 3:32
11. "Where Are You, Bambi Woods ?" - 2:57
12. "America, America" - 6:52